# Florida-Doppelschleiche

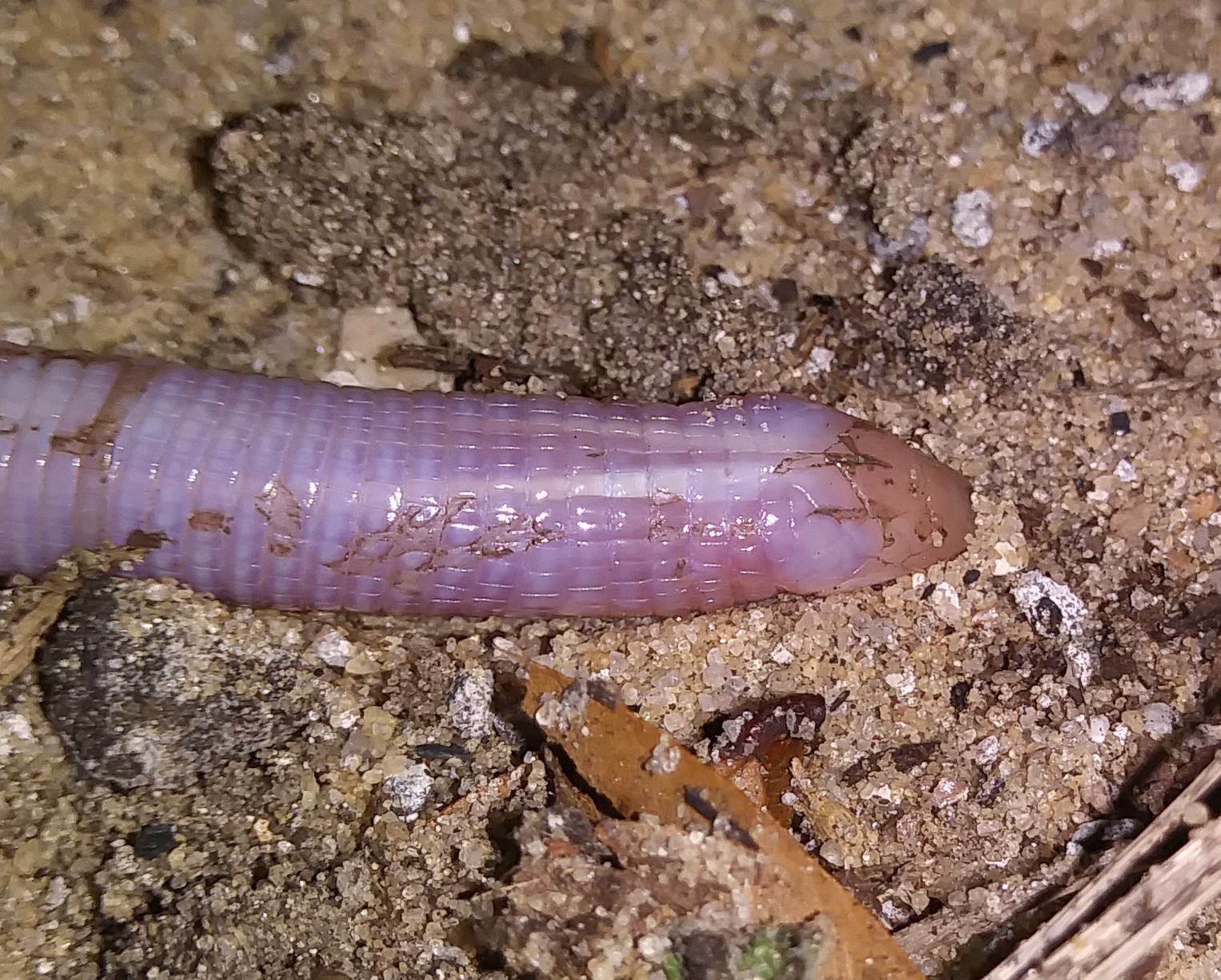
Kopf der Florida-Doppelschleiche von oben

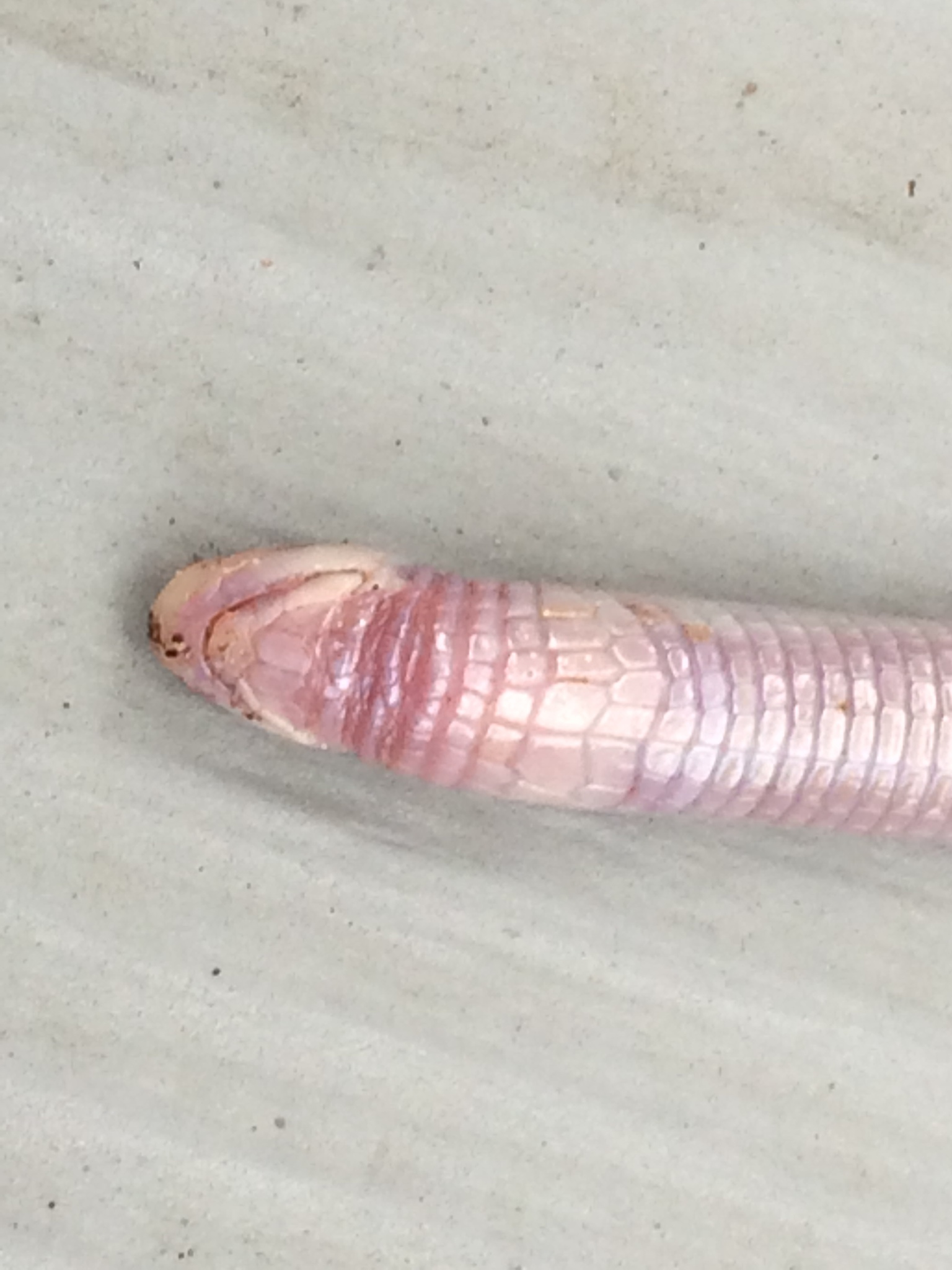
Kopf der Florida-Doppelschleiche von unten

Die Florida-Doppelschleiche (Rhineura floridana) ist die einzige Art der Familie Rhineuridae innerhalb der Doppelschleichen (Amphisbaenia). Sie stellt zudem die einzige Doppelschleiche dar, die im östlichen Nordamerika anzutreffen ist, dabei ist ihr Verbreitungsgebiet auf den Norden und das zentrale Florida begrenzt.

## Merkmale
Die Florida-Doppelschleiche erreicht eine Körperlänge von durchschnittlich 18 bis 28 Zentimeter und kann maximal bis etwa 41 Zentimeter lang werden. Wie alle Doppelschleichen ist sie schlangenförmig und besitzt keine Beine. Der Körper ist von gleichmäßigen, rechteckigen Körperschuppen besetzt, die parallel angeordnet sind und dem Tier eine segmentierte Erscheinung verleihen. Die Färbung ist gleichmäßig fleischfarben.
Der kleine Kopf ist durch eine leichte Furche von Körper abgesetzt und deutlich erkennbar mit größeren Kopfschuppen bedeckt. Sowohl der Kopf als auch das Hinterende sind spitz zulaufend. Der Unterkiefer verschwindet bei geschlossenem Maul im Oberkiefer und erleichtert so das Graben. Äußere Ohröffnungen existieren nicht, außerdem sind die Augen bei vielen Individuen zwar angelegt aber nicht ausgebildet. Die Oberseite des sehr kurzen Schwanzes ist leicht abgeflacht und mit vielen kleinen Tuberkeln besetzt.
Durch den segmentiert erscheinenden Körper sowie die Färbung kann die Doppelschleiche bei flüchtiger Betrachtung mit einem Regenwurm verwechselt werden.

## Verbreitung und Lebensraum
Die Florida-Doppelschleiche kommt ausschließlich in Nord- und Zentralflorida vor. Dabei konnte festgestellt werden, dass sich die nördlichen Populationen von den südlichen genetisch relativ stark unterscheiden und es innerhalb der südlichen Populationen ebenfalls größere genetische Unterschiede gibt. Dadurch gilt als gesichert, dass es nur wenig genetischen Austausch zwischen den einzelnen Regionen des Verbreitungsgebietes gibt.

## Lebensweise
Die Florida-Doppelschleiche lebt unterirdisch und gräbt mit ihrem Körper Tunnel in loser Erde oder in trockenem Sand. Sie ernährt sich vor allem von Regenwürmern, Bodeninsekten wie Käferlarven, Termiten und Ameisen sowie Spinnen.

## Systematik
Diese Art bildet seit 2003 die monotypische Familie Rhineuridae innerhalb der Doppelschleichen, bis zu dem Zeitpunkt wurde sie als Art innerhalb der Eigentlichen Doppelschleichen (Amphisbaenidae) betrachtet. Diese Ansicht wurde 2004 durch molekulare Daten bestätigt, zudem wurde die Art als ursprünglichste aller Doppelschleichen allen anderen als Schwesterart gegenübergestellt.

## Gefährdung und Schutz
Die Florida-Doppelschleiche wird von der IUCN als nicht gefährdet („Least Concern“) eingestuft. Diese Einschätzung erfolgt aufgrund des relativ großen Verbreitungsgebietes der Art, der Unempfindlichkeit gegenüber ökologischen Veränderungen sowie aufgrund der hohen geschätzten Population.

## Belege